# 이퍼스볼
이퍼스볼(Eephus)은 투수가 던지는 변화구의 구종 중 하나이다. 

## 특징
이퍼스볼의 특징은 투수의 손을 떠난 볼이 마치 포물선을 그리듯, 매우 높이 치솟았다가 급격히 떨어진다는 것이다. 너클볼, 팜볼, 스크루볼, 자이로볼과 더불어 현대야구에선 좀처럼 보기 드문 구종이다. 낙차의 폭이 아주 큰 대신, 구속은 50마일대(80~90 km/h)초반 내지 중반에 머무른다. 대한민국에선 속된 말로 아리랑볼이라고도 한다. 대한민국에서는 두산 베어스의 유희관 선수가 76km/h의 변화구를 구사해 화제가 된 적 있다. 빠른 공을 타격하는 타자에게는 느린 볼에 적응하지 못하여 타격하기 힘들지만, 투수 입장에서는 공이 엄청난 고타점의 궤적을 그리기 때문에 스트라이크 존에 넣기가 힘들다. 그리고 이퍼스볼이 아무리 느려도 전설의 마구라고 불리는 이유는 무엇보다 7m 이상의 낙차를 가진 볼이 타자의 히팅포인트를 점으로 만들어 버리기 때문이다. 앞서 말했듯이 엄청난 낙차때문에 정확한 타격이 쉽지 않은 공이다. 이퍼스볼은 과거 테드 윌리엄스 이후 제대로 타격된 적이 없다. 후에 태드 윌리엄스는 '비록 이퍼스볼을 치긴 했지만 배터박스 앞쪽에 최대한 붙어 쳤기 때문에 결국은 반칙이다.'라는 내용의 말을 했다. 그리고 또 알렉스 로드리게스가 이퍼스볼을 타격했었는데 1구는 스트라이크 2구는 홈런이었다.

## 주요 선수
- 다카쓰 신고
- 유희관
- 다다노 가즈히토